# أوتفريد فون فنكنشتاين
أوتفريد جراف فون فنكنشتاين Ottfried Graf von Finckenstein (ولد في 1901 في شونبرج – ومات في 1987 في أوتاوا في كندا) هو كاتب قصصي ومترجم ألماني.
تطوع في الحرب العالمية الأولى، وبعد الحرب درس الاقتصاد الشعبي وحصل على الدكتوراه من جامعة يينا. ثم عمل في العديد من البنوك في برلين ثم سويسرا ثم هولندا ثم رحل إلى الولايات المتحدة الأمريكية. ثم عاد إلى ألمانيا واستقر في ضيعة صغيرة في بوخفيلده في بروسيا الشرقية، واشتغل مذاك في الكتابة الحرة.
واشترك في الحرب العالمية الثانية، وبعد الحرب استقر في جيشندورف في ولاية شليزفيج هولشتاين. وهناك تولى إدارة الاتحاد الثقافي لولاية شليزفيج هولشتاين من 1950 إلى 1952. ثم أصبح أستاذا للغة الألمانية في جامعة أوتاوا في كندا.
حصل على الجائزة الشعبية للأدب الألماني عام 1938 وجائزة هردر من جامعة كونيغسبرغ عام 1942.
من أعماله:
•	خمس كنائس – 1936
•	المحبون (أقصوصة) 1949
•	غناء البجع ، رواية عن الوطن الغارق 1950
كما ترجمة كتاب «تاريخ القرن التاسع عشر.. نشوء العالم الحديث» للكاتب سي موراز عام 1959.

## وصلات خارجية
- أوتفريد فون فنكنشتاين على موقع مونزينجر (الألمانية)